# Хоркашев, Набимухаммад Мусамирович
Набимухаммад Мусамирович Хоркашев (род. 18 апреля 1987, Курган-Тюбе, Таджикская ССР) — таджикский самбист, 10-кратный чемпион Таджикистана, 8-кратный чемпион Азии, призёр чемпионатов мира (2008, 2009, 2010, 2015, 2017), заслуженный мастер спорта (Устоди Шоистаи Варзиш) и мастер спорта международного класса по самбо.

## Биография и спортивная карьера
Родился в Курган-Тюбе, там же получил среднее образование.
С ранних лет увлекался борьбой по примеру отца (также известного борца). В 11 лет записался в секцию самбо. Вскоре стал чемпионом города, а после и страны среди юриоров. В 2005 году стал чемпионом Азии и чемпионом мира среди юниоров.
После 20 лет также неоднократно становился призёром международных чемпионатов по самбо:
Чемпионаты Азии
- 2007 (Ташкент, Узбекистан) — 1-е место (золотая медаль) в категории до 100 кг[1]
- 2015 (Атырау, Казахстан) — 1-е место (золотая медаль) в категории свыше 100 кг[2]

Чемпионаты мира
- 2008 (Санкт-Петербург, Россия) — 3-е место (бронзовая медаль) в категории до 100 кг
- 2009 (Салоники, Греция) — 2-е место (серебряная медаль) в категории до 100 кг
- 2010 (Ташкент, Узбекистан) — 2-е место (серебряная медаль) в категории до 100 кг
- 2015 (Касабланка, Марокко) — 2-е место (серебряная медаль) в категории свыше 100 кг[3][4][5]